# Vicia ferreirensis
Vicia ferreirensis — вид рослин з родини бобові (Fabaceae), ендемік Мадейри.

## Опис
Однорічна, трав'яниста, не витка рослина.

## Поширення
Ендемік Мадейри (о. Порту-Санту).
Населяє пасовища та сільськогосподарські поля в тіні.

## Використання
Vicia ferreirensis — третинний дикий родич V. ervilia та V. villosa, а також, віддалено, ряду інших культивованих рослин: V. faba, V. narbonensis, V. pannonica, V. sativa.

## Загрози та охорона
Урбанізація загрожує цьому виду.
Рід Vicia наведено в додатку I до Міжнародного договору про генетичні ресурси рослин для харчових продуктів та сільського господарства. Вид не зростає в природоохоронних територіях.